# Phymasterna gracilis
Phymasterna gracilis là một loài bọ cánh cứng trong họ Cerambycidae.